# Queen’s Royal Irish Hussars

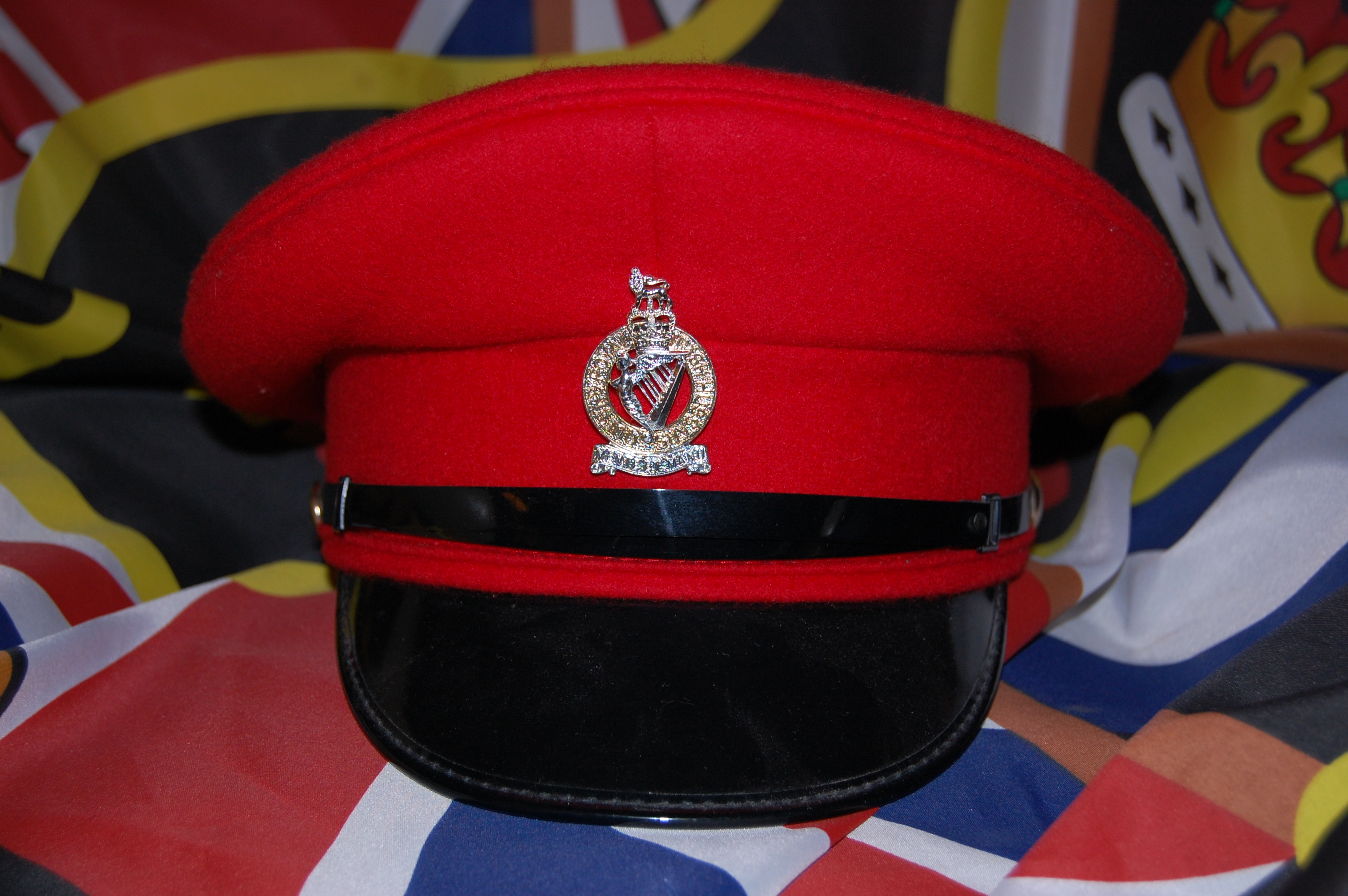
Parademütze der Queen’s Royal Irish Hussars

Die Queen’s Royal Irish Hussars waren ein Kavallerieregiment der britischen Armee, das von 1958 bis 1993 bestand.

## Geschichte
Das Regiment wurde am 24. Oktober 1958 gegründet, durch Verschmelzung der 4th Queen’s Own Hussars mit den 8th King’s Royal Irish Hussars, die zu diesem Zeitpunkt beide in Westdeutschland stationiert waren. Das Hauptquartier des Regiments befand sich bis zunächst in Belfast und ab 1979 in London. Das Regiment rekrutierte in Nordirland, Surrey, Sussex und Greater London. Es gehörte zum Royal Armoured Corps und war ursprünglich mit Panzerwagen ausgerüstet.
Das Regiment blieb in Hohne in Deutschland stationiert, bis es im Juni 1961 via England nach Aden verlegt und 1962 während der Konfrontasi in Brunei und Sarawak und anschließend in Singapur eingesetzt wurde. 1964 kehrte das Regiment für vier Jahre nach Wolfenbüttel in Deutschland zurück, bevor es auf Kampfpanzer umgerüstet wurde. 1969 wurde es mit Chieftain-Panzern ausgerüstet und kehrte im darauffolgenden Jahr nach Paderborn in Deutschland zurück. Dieser Einsatz dauerte bis 1979, als es nach Großbritannien zurückkehrte. Es entsandte einzelne Schwadronen als UN-Friedenstruppen nach Zypern und als Waffenstillstandsbeobachter nach Rhodesien (heute Simbabwe). 1983 entsandte es Truppen zur Bewachung des Maze-Gefängnisses in Nordirland. Von 1982 bis 1988 (Münster) und ab 1990 (Paderborn und Fallingbostel) war das Regiment wieder in Deutschland stationiert und verbrachte die Zwischenzeit in England. Während dieser Zeit wurde das Regiment mit Challenger-Panzern ausgestattet, mit denen man im Oktober 1991 den Vormarsch der 7th Armoured Brigade während des Zweiten Golfkriegs anführte.
Am 2. September 1993 wurde das Regiment mit den Queen’s Own Hussars zum Regiment The Queen’s Royal Hussars (The Queen's Own and Royal Irish) verschmolzen. Die Queen’s Royal Hussars führen die Traditionen beider Regimenter bis heute weiter.

## Colonels
Colonel-in-Chief des Regiments war:
- 1958–1993: Prince Philip, Duke of Edinburgh

Colonel of the Regiment waren:
- 1958–1965: Colonel Sir Winston Churchill[1]
- 1965–1969: Lieutenant-Colonel George Kidston-Montgomerie[2]
- 1969–1974: General Sir John Hackett
- 1974–1975: Colonel Richard Warren-Piper
- 1975–1985: Major-General John Strawson
- 1985–1991: General Sir Brian Kenny

## Battle Honours
Zusätzlich zu den Battle Honours, die das Regiment von seinen beiden Vorgängerregimentern weiterführt, wurden dem Regiment für seine Kriegsteilnahme im Irak folgende Battle Honours verliehen (englische Originalbezeichnungen):
- Wadi al Batin
- Gulf 1991